# دانشگاه صنعتی مالک اشتر
دانشگاه صنعتی مالک اشتر دانشگاه دولتی ایرانی وابسته به وزارت دفاع و پشتیبانی نیروهای مسلح است. این دانشگاه با هدف اجرای پروژه‌های تحقیقاتی و آموزشی وزارت دفاع و پشتیبانی نیروهای مسلح و تربیت کارشناسان و کادر ویژه مورد نیاز صنایع و مراکز تحقیقاتی ملّی و دفاعی کشور، در سال ۱۳۶۳ با تصویب شورای عالی انقلاب فرهنگی و وزارت علوم تحقیقات و فناوری تأسیس گردید.

## تاریخچه
این دانشگاه در دوران قبل از انقلاب اسلامی ایران به عنوان پژوهشگاه و آموزشکده برای صنایع دفاعی در شاهین شهر توسط آمریکایی‌ها، در جوار صنایع مهم دفاعی مستقر در اصفهان مانند هسا تأسیس شده بود. بعد از انقلاب مدتی با نام پژوهشگاه علوم و صنایع دفاعی مشغول به کار شد و سپس در سال ۱۳۶۳ با تصویب شورای عالی انقلاب فرهنگی با نام دانشگاه علوم و صنایع دفاعی با جذب دانشجویان بورسیه در مقطع کارشناسی به کار خود ادامه داد. از سال ۱۳۷۸ تا ۱۳۸۱ بنا به دستور وزیر دفاع وقت دریادار علی شمخانی جذب دانشجو در آن به حالت تعلیق درآمد سپس در سال ۱۳۸۲ با نام جدید دانشگاه صنعتی مالک اشتر با جذب دانشجو در مقاطع کارشناسی و سپس کارشناسی ارشد دوباره فعالیت‌های آموزشی خود را آغاز نمود. هم اینک دانشگاه صنعتی مالک اشتر با برخورداری از توانمندیها و قابلیت‌های علمی و فنی لازم، با سازماندهی فعالیت‌های پژوهشی – آموزشی مجموعه‌های آکادمیک، ایجاد ارتباط سیستماتیک با مراکز علمی و دانشگاهی داخل و خارج از کشور، انجام پروژه‌های تحقیقاتی در حوزه‌های کاربردی – توسعه‌ای – بنیادی، گسترش دوره‌های تحصیلات تکمیلی پژوهش محور و دوره‌های تخصصی کوتاه مدت تکنولوژی محور و نیز دوره‌های کاردانی و کارشناسی خاص برای تربیت نیروی انسانی متخصص مورد نیاز کشور، توسعة اطلاع‌رسانی و انفورماتیک، ساماندهی امر جذب و انتقال تکنولوژی و خدمات علمی و فنی با تشکیل آزمایشگاه‌های آکرودیته (معتمد)، ساماندهی امر استانداردسازی محصولات صنعتی و تشکیل انجمن‌های علمی و… در سطح کشور به فعالیت خود ادامه می‌دهد.
دبیرخانه‌های مرکزی دانشگاه در ۱_تهران، بزرگراه شهید بابایی، لویزان و ۲_اصفهان، شاهین شهر، انتهای بلوار فردوسی مستقر می‌باشد.

## پردیس‌ها
- پردیس تهران

این پردیس در بزرگراه شهید بابایی تهران واقع شده و ستادها و مدیریت و معاونت پژوهشی دانشگاه در این پردیس مستقر هستند.
- پردیس اصفهان

این پردیس در شاهین شهر واقع شده و دانشجویان در مقاطع کارشناسی، کارشناسی ارشد و دکترا مشغول به تحصیل می‌باشند.

## مراکز ستادی دانشگاه
- حوزه ریاست دانشگاه
- معاونت آموزش و تحصیلات تکمیلی
- معاونت پژوهش و فناوری
- معاونت دانشجویی
- معاونت اداری و منابع انسانی
- معاونت مالی
- معاونت انتقال فناوری و تجاری سازی
- معاونت توسعه فناوری و روابط خارجی
- معاونت بازرسی
- معاونت برنامه‌ریزی و توسعه

## مجموعه‌های آموزشی پژوهشی دانشگاه
- مجتمع دانشگاهی ارتباطات و فناوری اطلاعات (تهران- لویزان)
- مجتمع دانشگاهی برق و الکترونیک (تهران- لویزان)
- مجتمع دانشگاهی علوم کاربردی (اصفهان – شاهین شهر)
- دانشکده دوره‌های ترمی علمی کاربردی (اصفهان-شاهین شهر)
- مجتمع دانشگاهی علوم و فناوری زیر دریا (اصفهان – شاهین شهر)
- مجتمع دانشگاهی علوم و فناوری فارس (شیراز)
- مجتمع دانشگاهی مدیریت و فناوری‌های نرم (تهران- لویزان)
- مجتمع دانشگاهی مکانیک و هوا فضا (اصفهان – شاهین شهر)
- مجتمع دانشگاهی مواد و فناوری‌های ساخت (تهران- لویزان)
- مجتمع دانشگاهی هوا فضا (تهران- تهران نوبنیاد)
- دانشکده مهندسی برق و اویونیک (اصفهان – شاهین شهر)
- دانشکده مهندسی پدافند غیرعامل (تهران- لویزان)
- دانشکده شیمی و مهندسی شیمی (تهران- لویزان)
- دانشکده مهندسی صنایع (اصفهان – شاهین شهر)
- دانشکده مهندسی مواد (اصفهان – شاهین شهر)
- پژوهشکده فناوری‌های زیستی (تهران – لویزان)
- پژوهشکده علوم و فناوری دفاعی شمال (فریدون کنار)
- پژوهشکده علوم و فناوری دفاعی شمال غرب (ارومیه)
- پژوهشکده علوم و فناوری دفاعی هرمزگان (بندر عباس)
- مرکز فناوری اطلاعات و خدمات علمی اصفهان (شاهین شهر)
- مرکز فناوری اطلاعات و خدمات علمی تهران (لویزان)

## رتبه دانشگاه
دانشگاه صنعتی مالک اشتر در بین ۷۴ دانشگاه کشور، رتبه ۶ را در ارزیابی عملکرد پژوهشی و فناوری در سال ۱۳۸۸ کسب کرد.
وزارت علوم در ارزیابی که طی سه سال متوالی انجام داده دانشگاه مالک اشتر را دارای رتبه ۳ پژوهشی در سطح کشور معرفی کرده‌است.
در رتبه‌بندی سال ۹۵–۹۴در بین ۲۲ دانشگاه صنعتی حاضر در رتبه‌بندی ISC، دانشگاه صنعتی مالک اشتر حائز رتبه ۸ در بین دانشگاه‌های صنعتی ایران گردید.